# Tara (Australia)
Tara – miasto w Australii, w stanie Queensland.